# 麻辣小龍蝦
麻辣小龍蝦，簡稱麻小、麻小兒，是近年流行於中國夜市的菜式，主要食材是克氏原螯蝦，通常作為宵夜及下酒菜。

## 歷史
2000年，江苏省盱眙县開始举办「龙虾节」，但當時僅以炒製方式烹調小龍蝦。此后盱眙龙虾开始扩展到苏浙沪及全国。盱眙的「十三香麻辣小龙虾」在中国名声大噪，「十三香调料」是一种约定俗成的叫法，实际上是由20多种香料搭配使用，可分别烹制出多种味型。
2001年後，麻辣小龙虾傳入北京，開始在簋街等地販賣，逐渐成为北京赫赫有名的小吃，是常見的餐點，受到食客的普遍歡迎。2002年北京簋街舉辦首屆「麻辣小龍蝦節」，一举带动了簋街乃至北京的麻辣小龙虾流行，更在之後推廣到了全中國。

## 外部鏈接
维基共享资源上的相關多媒體資源：麻辣小龍蝦